# Jemima Montag
Jemima Montag (* 15. Februar 1998 in Melbourne, Victoria) ist eine australische Geherin. 2023 gewann sie die Silbermedaille über 20 km bei den Weltmeisterschaften in Budapest.

## Leben
Jemima Montag wurde in einer jüdischen Familie im Stadtteil East Melbourne geboren. Ihre Großeltern sind Überlebende des Holocaust. Im Alter von acht Jahren begann sie in Brighton, zusammen mit ihrer Schwester, mit der Leichtathletik. Ihre Mutter ist eine ehemalige 400-Meter-Hürdenläuferin. Zunächst lag ihr Fokus auf den Sprung- und Wurfdisziplinen, bevor sie sich auf das Gehen fokussierte. Montag besuchte das Wesley College und studierte anschließend an der Universität Melbourne zum Bachelor of Science. Sie startet für den Leichtathletikclub der Universität und wird vom ehemaligen Geher Brent Vallance trainiert.

## Sportliche Laufbahn
Jemima Montag bestritt im Jahr 2010 ihre ersten Wettkämpfe im Gehen. 2012 gewann sie bei den Australischen Meisterschaften in der Altersklasse U18 über 5 km. 2014 nahm sie an ihrem ersten internationalen Wettkampf teil, nachdem sie sich für den Geher-Cup des Weltverbandes qualifizierte. Im Juniorenwettkampf über 10 km belegte sie den 12. Platz und gewann zudem mit ihren Mannschaftskolleginnen die Bronzemedaille in der Teamwertung. 2015 gewann sie die Silbermedaille bei den Australischen U18-Meisterschaften und qualifizierte sich für die U18-Weltmeisterschaften in Cali. Den Wettkampf dort über 5000 Meter beendete sie nach 23:46,57 min auf dem elften Platz. 2017 absolvierte sie ihren ersten Wettkampf über die 20-km-Distanz. Im selben Jahr war sie Fahnenträgerin ihrer Nation bei der Makkabiade. Das Jahr 2017 nutzte sie um ihre Sportkarriere neu auszurichten und trainiert seitdem bei Brent Vallance. Im Februar 2018 steigerte sie sich über 20 km auf eine Bestzeit von 1:31:26 h und qualifizierte sich damit für die Commonwealth Games in der Heimat. Den Wettkampf im April konnte sie gewinnen, nachdem die in Führung liegende Claire Tallent disqualifiziert wurde.
2019 trat Montag zunächst Ende Juni bei den Ozeanienmeisterschaften in Townsville an den Start und konnte über 10.000 Meter die Goldmedaille gewinnen. Einen Monat später trat sie bei der Universiade in Neapel an und gewann die Silbermedaille. Schließlich qualifizierte sie sich für ihre ersten Weltmeisterschaften. In Doha belegte sie nach 1:36:54 h den zehnten Platz. Zwischen 2020 und 2022 gewann Montag insgesamt drei Goldmedaillen bei den Ozeanischen Meisterschaften im Gehen. Im März 2021 stellte sie in ihrer Heimatstadt mit 1:28:50 h eine neue Bestzeit auf und qualifizierte sich damit für die Olympischen Sommerspiele in Tokio. Den Wettkampf Anfang Oktober in Sapporo beendete sie nach 1:30:39 h auf dem sechsten Platz. Im Februar 2022 stellte sie bei ihrem dritten Triumph bei den Ozeanien-Meisterschaften mit 1:27:27 h einen neuen Kontinentalrekord auf. Sie steigerte die alte Bestmarke, die Jane Saville seit 2004 hielt, um 17 Sekunden. Zugleich qualifizierte sie sich damit für die Weltmeisterschaften in den USA. Anfang Juni verteidigte sie erfolgreich ihren Titel über 10.000 Meter bei den Ozeanienmeisterschaften. Im Juli nahm sie in den USA zum zweiten Mal an den Weltmeisterschaften teil. Sie absolvierte die 20 km in 1:28:17 h und verpasste damit als Vierte knapp eine Medaille.
2023 feierte Montag mit dem Gewinn der Silbermedaille mit neuer Bestzeit von 1:27:16 h bei den Weltmeisterschaften in Budapest ihren bislang größten sportlichen Erfolg. Ein Jahr später konnte sie in Paris bei ihrer zweiten Teilnahme an den Olympischen Sommerspielen zwei Bronzemedaillen gewinnen: Über die 20-km-Strecke und im erstmalig ausgetragenen Marathon im Gehen. Über die kürzere Distanz verbesserte sie ihre alte Bestzeit um beinahe eine Minute auf 1:26:25 h.

## Wichtige Wettbewerbe
| Jahr                   | Veranstaltung           | Ort                    | Platz                  | Disziplin              | Weite                  |
| Startet für Australien | Startet für Australien  | Startet für Australien | Startet für Australien | Startet für Australien | Startet für Australien |
| ---------------------- | ----------------------- | ---------------------- | ---------------------- | ---------------------- | ---------------------- |
| 2015                   | U18-Weltmeisterschaften | Cali                   | 11.                    | 5000 m Bahngehen       | 23:46,57 min           |
| 2018                   | Commonwealth Games      | Gold Coast             | 1.                     | 20 km Gehen            | 1:32:50 h              |
| 2019                   | Ozeanienmeisterschaften | Townsville             | 1.                     | 10.000 m Bahngehen     | 43:50,84 min           |
| 2019                   | Universiade             | Neapel                 | 2.                     | 20 km Gehen            | 1:33:57 h              |
| 2019                   | Weltmeisterschaften     | Doha                   | 10.                    | 20 km Gehen            | 1:36:54 h              |
| 2021                   | Olympische Sommerspiele | Tokio                  | 6.                     | 20 km Gehen            | 1:30:39 h              |
| 2022                   | Ozeanienmeisterschaften | Mackay                 | 1.                     | 10.000 m Bahngehen     | 44:18,86 min           |
| 2022                   | Weltmeisterschaften     | Eugene                 | 4.                     | 20 km Gehen            | 1:28:17 h              |
| 2023                   | Weltmeisterschaften     | Budapest               | 2.                     | 20 km Gehen            | 1:27:16 h              |
| 2024                   | Olympische Sommerspiele | Paris                  | 3.                     | 20 km Gehen            | 1:26:25 h              |

## Persönliche Bestleistungen
Freiluft
- 5000-m-Bahngehen: 20:51,03 min, 27. Februar 2021, Melbourne
- 10.000-m-Bahngehen: 42:35,2 min, 31. Januar 2021, Melbourne
- 10-km-Gehen: 43:25 min, 23. Mai 2021, Melbourne
- 20-km-Gehen: 1:26:25 h, 1. August 2024, Paris, (Ozeanienrekord)